# Superliga de Serbia 2019-20
La temporada 2019-20 fue la 14ª edición de la Superliga de Serbia, la máxima categoría del fútbol serbio. La competición se inició el 19 de julio de 2019 y finalizó el 20 de junio de 2020 debido a la pandemia mundial del coronavirus. El Estrella Roja de Belgrado el campeón de las últimas dos ligas, logró revalidar el título, obteniendo así el tricampeonato y su título número 11 en la Superliga.

## Formato
Los 16 equipos participantes jugaron entre sí todos contra todos dos veces totalizando 30 partidos cada uno. Al término de la fecha 30 los 8 primeros pasaron a jugar en el Grupo campeonato, mientras que los 8 restantes lo hicieron en el Grupo descenso: dentro de cada grupo los equipos jugaron entre sí una sola vez, sumando 7 partidos más.
El primer clasificado del grupo campeonato obtiene un cupo para la segunda ronda de la Liga de Campeones de la UEFA 2020-21, mientras que el segundo y tercer clasificado obtienen un cupo para la primera ronda de la Liga Europa de la UEFA 2020-21; por otro lado los dos últimos clasificados del grupo descenso descienden a la Prva Liga Srbija 2020-21.
Un tercer cupo para la primera ronda de la Liga Europea 2020-21 fue asignado al campeón de la Copa de Serbia.

## Cambio de formato
Debido a la cancelación de partidos a partir del 15 de marzo por la pandemia mundial del coronavirus, la Asociación de Fútbol de Serbia decidió que no se disputarán las rondas finales de campeonato y descenso, reanudándose a partir del 29 de mayo para jugar las 4 fechas restantes de la fase regular, totalizando así 30 fechas.

## Ascensos y descensos
Un total de 16 equipos disputan la liga
| Pos. | Descendidos de la Superliga de Serbia 2018-19 |
| ---- | --------------------------------------------- |
| 14.º | Dinamo Vranje                                 |
| 15.º | Zemun Belgrado                                |
| 16.º | Bačka                                         |

| Pos. | Ascendidos de la Primera Liga Serbia 2018-19 |
| ---- | -------------------------------------------- |
| 1.º  | TSC                                          |
| 2.º  | Javor Ivanjica                               |
| 3.º  | Inđija                                       |

## Equipos participantes
| Equipo            | Ciudad       | Estadio                   | Capacidad |
| ----------------- | ------------ | ------------------------- | --------- |
| Čukarički         | Belgrado     | Stadion Čukarički         | 4.070     |
| Estrella Roja     | Belgrado     | Estadio Estrella Roja     | 55.538    |
| Inđija            | Inđija       | Stadion FK Inđija         | 4.500     |
| Javor Ivanjica    | Ivanjica     | Stadion Ivanjica          | 4.000     |
| Mačva Šabac       | Šabac        | Gradski stadion Šabac     | 8.000     |
| Mladost Lučani    | Lučani       | Stadion Mladost Lučani    | 8.000     |
| Napredak Kruševac | Kruševac     | Stadion Mladost Kruševac  | 10.811    |
| Partizan          | Belgrado     | Estadio Partizan          | 34.000    |
| Proleter Novi Sad | Novi Sad     | Estadio Karađorđe         | 14.458    |
| Rad Belgrado      | Belgrado     | Stadion Kralj Petar I     | 6.000     |
| Radnički Niš      | Niš          | Stadion Čair              | 18.151    |
| Radnik Surdulica  | Surdulica    | Surdulica City Stadium    | 3.370     |
| Spartak Subotica  | Subotica     | Gradski stadion Subotica  | 13.000    |
| Vojvodina         | Novi Sad     | Estadio Karađorđe         | 14.458    |
| Voždovac          | Belgrado     | Stadion Voždovac          | 5.200     |
| TSC               | Bačka Topola | Bačka Topola City Stadium | 5.000     |

## Tabla de posiciones
| Pos. | Equipo            | Pts. | PJ | G  | E  | P  | GF | GC | Dif. | Clasificación 2020–21                 |
| ---- | ----------------- | ---- | -- | -- | -- | -- | -- | -- | ---- | ------------------------------------- |
| 1    | Estrella Roja     | 78   | 30 | 25 | 3  | 2  | 68 | 18 | +50  | Primera ronda de la Liga de Campeones |
| 2    | Partizan          | 64   | 30 | 20 | 4  | 6  | 69 | 25 | +44  | Primera ronda de la Liga Europa       |
| 3    | Vojvodina         | 62   | 30 | 19 | 5  | 6  | 47 | 27 | +20  | Tercera ronda de la Liga Europa       |
| 4    | TSC               | 59   | 30 | 17 | 8  | 5  | 59 | 34 | +25  | Primera ronda de la Liga Europa       |
| 5    | Radnički Niš      | 52   | 30 | 16 | 4  | 10 | 51 | 37 | +14  |                                       |
| 6    | Čukarički         | 51   | 30 | 15 | 6  | 9  | 42 | 36 | +6   |                                       |
| 7    | Spartak Subotica  | 46   | 30 | 14 | 4  | 12 | 46 | 48 | −2   |                                       |
| 8    | Voždovac          | 45   | 30 | 13 | 6  | 11 | 45 | 41 | +4   |                                       |
| 9    | Mladost Lučani    | 43   | 30 | 13 | 4  | 13 | 31 | 40 | −9   |                                       |
| 10   | Napredak Kruševac | 33   | 30 | 9  | 6  | 15 | 33 | 41 | −8   |                                       |
| 11   | Radnik Surdulica  | 31   | 30 | 8  | 7  | 15 | 34 | 50 | −16  |                                       |
| 12   | Proleter Novi Sad | 30   | 30 | 7  | 9  | 14 | 30 | 42 | −12  |                                       |
| 13   | Javor Ivanjica    | 28   | 30 | 6  | 10 | 14 | 43 | 62 | −19  |                                       |
| 14   | Inđija            | 25   | 30 | 7  | 4  | 19 | 26 | 48 | −22  |                                       |
| 15   | Rad               | 15   | 30 | 4  | 3  | 23 | 23 | 63 | −40  |                                       |
| 16   | Mačva Šabac       | 13   | 30 | 2  | 7  | 21 | 18 | 53 | −35  |                                       |

Actualizado a los partidos jugados el 16 de agosto de 2020.
 Fuente: Superliga, Soccerway
Notas:
1. ↑  Tras ganar la Copa de Serbia 2019-20, el Vojvodina obtuvo un cupo para la Tercera ronda de la Liga Europa 2020-21, mientras que el cupo para la Primera ronda recayó en el cuarto clasificado.[3]

## Resultados
| Local \ Visitante         | ČUK | INĐ | JAV | MAČ | MLA | NAP | PAR | PNS | RAD | RNI | RSU | RSB | SPA | VOJ | VOŽ | TSC |
| ------------------------- | --- | --- | --- | --- | --- | --- | --- | --- | --- | --- | --- | --- | --- | --- | --- | --- |
| Čukarički                 |     | 0–1 | 2–0 | 2–0 | 1–0 | 1–0 | 2–1 | 2–1 | 2–0 | 1–0 | 1–0 | 0–2 | 4–1 | 0–0 | 2–1 | 2–1 |
| Inđija                    | 1–3 |     | 2–3 | 0–0 | 0–2 | 1–0 | 0–1 | 1–2 | 1–0 | 0–1 | 2–1 | 1–1 | 1–2 | 2–0 | 3–0 | 1–1 |
| Javor Ivanjica            | 2–2 | 5–0 |     | 3–1 | 1–2 | 2–2 | 0–2 | 1–0 | 3–0 | 0–7 | 0–0 | 1–1 | 2–2 | 1–3 | 1–2 | 3–2 |
| Mačva Šabac               | 0–0 | 2–2 | 2–1 |     | 0–1 | 0–1 | 0–2 | 0–1 | 1–0 | 0–1 | 1–1 | 0–3 |     | 0–1 | 0–1 | 0–1 |
| Mladost Lučani            | 1–0 | 2–1 | 3–3 |     |     | 0–1 | 1–0 | 1–1 |     | 1–1 | 2–1 | 0–1 | 2–0 | 1–2 | 2–1 | 0–3 |
| Napredak Kruševac         | 3–1 | 1–3 | 1–1 | 2–1 |     |     | 2–2 | 0–0 | 4–0 | 1–1 | 0–1 | 0–1 | 0–1 | 0–2 | 1–1 | 1–3 |
| Partizan                  |     | 3–0 | 6–2 | 4–0 | 4–1 | 2–3 |     | 3–1 | 3–0 | 1–0 | 3–0 | 2–0 | 4–0 | 4–0 | 1–2 | 1–1 |
| Proleter Novi Sad         | 2–1 | 1–0 |     | 1–1 | 0–1 | 2–0 | 0–3 |     | 5–0 | 1–1 | 2–1 | 0–2 | 0–1 | 0–1 | 2–2 |     |
| Rad Belgrado              | 2–3 | 1–0 | 1–1 | 2–0 | 0–0 | 2–0 | 1–2 | 1–1 |     | 1–2 | 0–1 | 0–5 | 2–0 | 1–2 |     | 3–4 |
| Radnički Niš              | 2–0 | 2–1 | 2–1 | 3–1 | 3–0 | 4–1 | 1–4 | 3–0 |     |     | 0–2 | 0–2 | 2–1 | 1–2 | 2–1 |     |
| Radnik Surdulica          | 3–3 | 2–0 | 2–0 | 2–2 | 0–1 | 1–4 | 1–2 | 1–1 | 1–0 |     |     | 0–5 | 4–0 | 0–4 | 2–2 | 1–0 |
| Estrella Roja de Belgrado | 3–1 | 2–1 | 2–0 | 3–1 | 2–0 | 3–0 | 0–0 |     | 3–1 | 2–0 |     |     | 3–1 | 2–0 | 2–0 | 3–1 |
| Spartak Subotica          | 0–1 | 3–0 | 1–0 | 3–1 | 3–1 | 0–2 | 3–2 | 4–1 | 2–1 | 1–1 | 3–1 | 2–3 |     | 0–0 | 2–1 | 1–2 |
| Vojvodina                 | 1–1 | 1–0 | 2–2 | 3–1 | 2–1 | 2–1 | 1–0 | 1–0 | 5–0 | 3–0 | 1–0 | 1–2 | 2–0 |     | 1–2 | 2–2 |
| Voždovac                  | 2–2 | 4–1 | 2–1 | 2–0 | 2–0 | 1–0 | 1–2 | 2–0 | 2–1 | 1–0 | 1–1 | 1–3 | 2–3 | 1–2 |     | 1–2 |
| TSC Bačka Topola          | 1–0 | 2–0 | 6–1 | 0–0 | 5–1 | 2–1 | 1–1 | 1–1 | 2–0 | 2–0 | 2–1 | 2–1 | 2–2 | 2–0 | 2–2 |     |

## Goleadores
- Actualizado al 29 de mayo de 2020.
| Pos | Jugador                 | Club                      | Goles |
| --- | ----------------------- | ------------------------- | ----- |
| 1   | Nenad Lukić             | FK TSC Bačka Topola       | 13    |
| 1   | El Fardou Ben Nabouhane | Estrella Roja de Belgrado | 13    |
| 1   | Nikola Petković         | FK Javor Ivanjica         | 13    |
| 1   | Vladimir Silađi         | TSC Bačka Topola          | 13    |
| 5   | Bojan Matić             | FK Partizan               | 11    |
| 5   | Sadiq Umar              | FK Partizan               | 11    |
| 7   | Stefan Mihajlović       | Radnički Niš              | 10    |
| 8   | Seydouba Soumah         | FK Partizan               | 9     |
| 8   | Luka Stojanović         | FK Čukarički              | 9     |